# 852

## Събития
- Княз Борис I (син на Пресиан) става владетел на България

## Починали
- Пресиян, хан на България